# زهکشی مرداب‌های بین‌النهرین

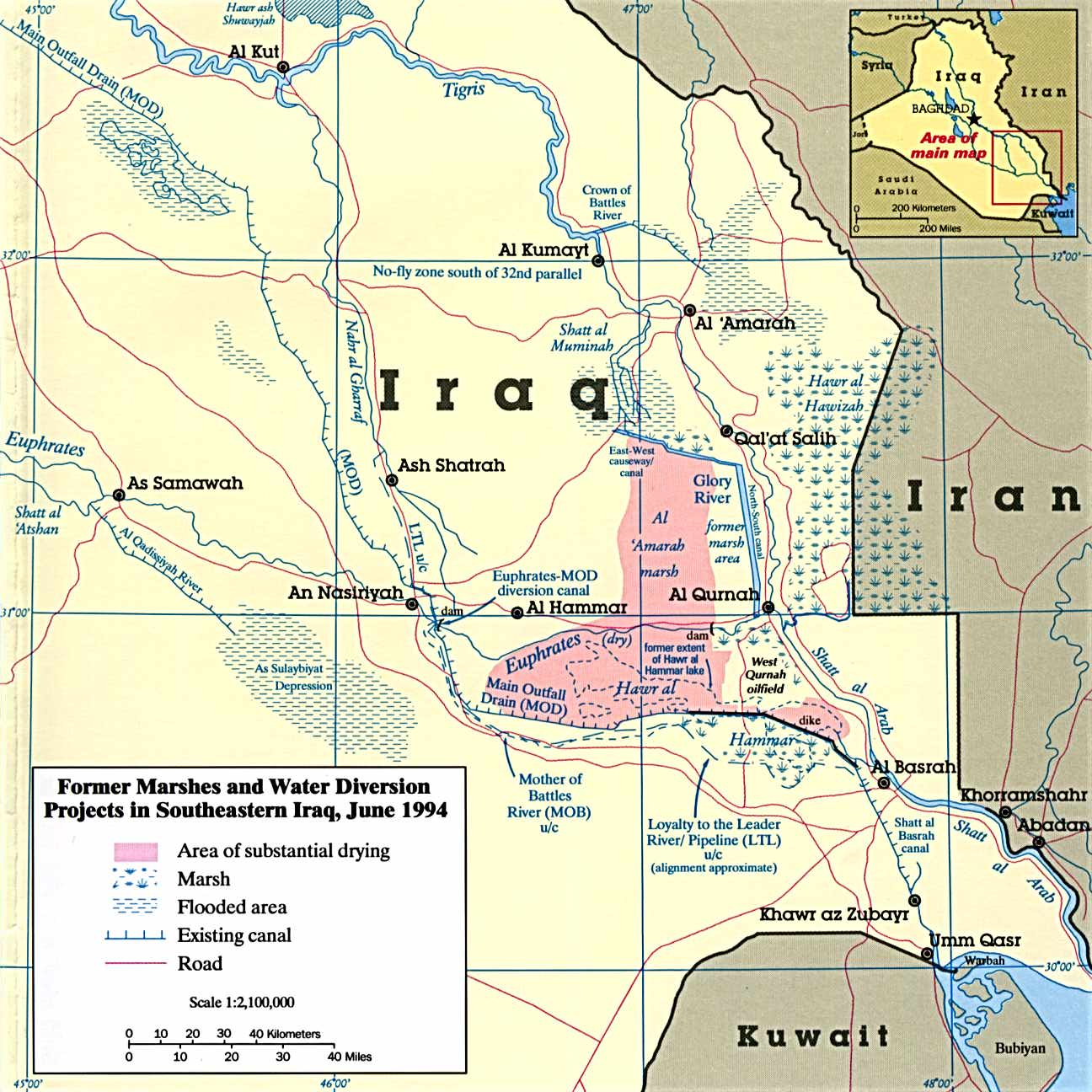
نقشه ۱۹۹۴ از تالاب‌های میان رودان با مناطق صورتی که مناطق زه‌کشی‌شده را نشان می‌دهد.

مرداب‌های بین‌النهرین در عراق و به میزان کمتری در ایران در میان سال‌های ۱۹۵۰ و ۱۹۹۰ برای پاکسازی مناطق وسیعی از تالاب‌ها در سامانه رودخانه‌ای دجله-فرات تخلیه شدند. این تالاب‌ها قبلاً مساحتی حدود ۲۰٬۰۰۰ کیلومتر مربع (۷٬۷۰۰ مایل مربع) را پوشش می‌داند. تالاب‌های اصلی هورالعظیم، قرنه و حمار هر سه در زمان‌های مختلف به دلایل مختلف زه‌کشی شدند.
تخلیه تالاب‌ها در درجه اول برای اهداف سیاسی انجام شد، یعنی مجبور کردن عرب‌های هور عراق برای خروج از منطقه از طریق تاکتیک‌های انحراف آب و مجازات آن‌ها به دلیل نقششان در خیزش سال ۱۹۹۱ علیه دولت صدام حسین. با این حال، دلیل اعلام شده دولت این بود که زمین‌ها را برای کشاورزی بازپس گیرد و مکان پرورش پشه‌ها را نابود کند. جابجایی بیش از ۲۰۰٬۰۰۰ نفر از معدان و کارزار خشونت‌آمیز دولتی علیه آن‌ها، ایالات متحده و سایرین را بر آن داشته‌است که خشک شدن باتلاق‌ها را به عنوان بوم‌کشی یا پاک‌سازی قومی توصیف کنند.
خشک شدن تالاب‌های میان رودان توسط سازمان ملل متحد به عنوان یک «فاجعه غم‌انگیز انسانی و زیست‌محیطی» همتراز با جنگل‌زدایی جنگل‌های آمازون و توسط ناظران دیگر به عنوان یکی از بدترین بلایای زیست‌محیطی قرن بیستم توصیف شده‌است.